# Platycolaspis
Platycolaspis is een geslacht van kevers uit de familie bladkevers (Chrysomelidae).
De wetenschappelijke naam van het geslacht werd in 1908 gepubliceerd door Martin Jacoby.

## Soorten
- Platycolaspis alpina Reid, 1994
- Platycolaspis lamingtonensis Reid, 1994
- Platycolaspis mcquillani Reid, 1994
- Platycolaspis pubescens Reid, 1994